# Idli
Idli hoặc idly (pronunciationⓘ)  (/ɪdliː/) là một loại bánh gạo thơm, có nguồn gốc từ tiểu lục địa Ấn Độ, là thức ăn sáng phổ biến ở miền nam Ấn Độ và của người Tamil ở Sri Lanka. Bánh được làm bằng cách hấp hỗn hợp bột bao gồm đậu lăng đen lên men (tách vỏ) và gạo. Quá trình lên men phá vỡ các tinh bột để cơ thể dễ dàng chuyển hóa hơn.
Idli có một số biến thể, bao gồm rava idli, được tạo từ semolina. Các biến thể khu vực bao gồm  sanna  ở Konkan.

## Lịch sử
Tiền thân của idli hiện đại được đề cập trong một số tác phẩm Ấn Độ cổ đại. Vaddaradhane, một tác phẩm bằng tiếng Kannada 920 sau CN của Shivakotiacharya đề cập đến "iddalige" làm từ bột đậu mười. Chavundaraya II, tác giả của cuốn bách khoa toàn thư Kannada sớm nhất, Lokopakara (khoảng năm 1025 sau CN) đã mô tả việc chuẩn bị thực phẩm này bằng cách ngâm đậu mười trong nước sữa, nghiền thành bột nhão mịn và trộn với nước trong của sữa đông và gia vị. Vua của đế quốc Tây Chalukya và học giả Someshwara III, người trị vì trong khu vực mà ngày nay là Karnataka có một công thức idli trong bách khoa toàn thư của ông, Manasollasa (1130 sau CN). Tác phẩm tiếng Phạn này mô tả món ăn là iḍḍarikā. Ở Karnataka, Idli năm 1235 sau CN được mô tả là "nhẹ, giống như những đồng tiền có giá trị cao nhưng vẫn chưa biết là nó có làm từ gạo hay không. Thực phẩm được chế biến theo công thức này hiện được gọi là uddina idli ở Karnataka.
Công thức được đề cập trong các tác phẩm Ấn Độ cổ đại này cho thấy ba khía cạnh chính của công thức idli hiện đại: sử dụng gạo (không chỉ đậu mười), quá trình lên men dài của hỗn hợp và hấp cho mịn. Các tài liệu tham khảo về công thức hiện đại xuất hiện trong các tác phẩm Ấn Độ chỉ sau năm 1250 sau CN. Nhà sử học thực phẩm K. T. Achaya suy đoán rằng công thức idli hiện đại có thể có nguồn gốc từ Indonesia ngày nay, nơi có truyền thống lâu đời về thực phẩm lên men. Theo ông, các đầu bếp được sử dụng bởi các vị vua theo Ấn Độ giáo của các vương quốc Ấn Độ có thể đã phát minh ra idli hấp ở đó và mang công thức trở lại Ấn Độ trong thời gian 800-1200 sau CN. Achaya đã đề cập đến một món ăn Indonesia gọi là "kedli", mà theo ông thì nó giống như idli. Tuy nhiên, Janaki Lenin không thể tìm thấy bất kỳ công thức nào của món ăn Indonesia này.
Các nhà sử học tiếng Gujarat tin rằng chính các thương nhân buôn vải người Saurashtra đã đưa idli đến Nam Ấn trong suốt thế kỷ thứ 10 và 12. Thậm chí còn có tuyên bố rằng một hỗn hợp gạo và urad dal được trộn với nhau và sau đó được hấp để tạo thành bánh có nguồn gốc từ Gujarat. Tác phẩm tiếng Gujarat Varṇaka Samuccaya (1520 sau CN) đề cập idli là idari, và cũng đề cập đến idada của địa phương (một phiên bản không lên men của dhokla).
Công trình đầu tiên bằng tiếng Tamil còn tồn tại để đề cập đến idli (là itali) là Maccapuranam, có niên đại từ thế kỷ 17. Năm 2015, Eniyavan, nơi phục vụ Idli tại Chennai bắt đầu kỷ niệm 30 tháng 3 là "Ngày Idli thế giới".

## Chuẩn bị
Để làm Idli, bốn phần gạo chưa nấu chín (gạo Idli hoặc gạo đồ) thành một phần đậu mười (urad dal, Vigna mungo) được ngâm riêng trong ít nhất bốn giờ đến sáu giờ hoặc qua đêm. Các loại gia vị tùy chọn như hạt cây hồ đào có thể được thêm vào lúc ngâm để tăng thêm hương vị. Sau khi ngâm xong, đậu mười được nghiền thành bột mịn và gạo được nghiền riêng, sau đó chúng được trộn lại với nhau. Tiếp theo, hỗn hợp được lên men qua đêm khi đó khối lượng của nó sẽ nhiều hơn gấp đôi. Sau khi lên men, một số bột có thể được giữ làm nuôi cấy cho mẻ tiếp theo. Bột bánh đã hoàn thành được đưa vào các khuôn được bôi mỡ của khay idli hoặc "cây" để hấp. Các khuôn đục lỗ để idli được chín đều. Cây giữ các khay trên mức nước sôi trong nồi, và nồi được đậy kín cho đến khi idli được nấu xong (khoảng 10-25 phút, tùy thuộc vào kích thước bánh). Một phương pháp truyền thống hơn là sử dụng lá thay cho khuôn.

Làm idli
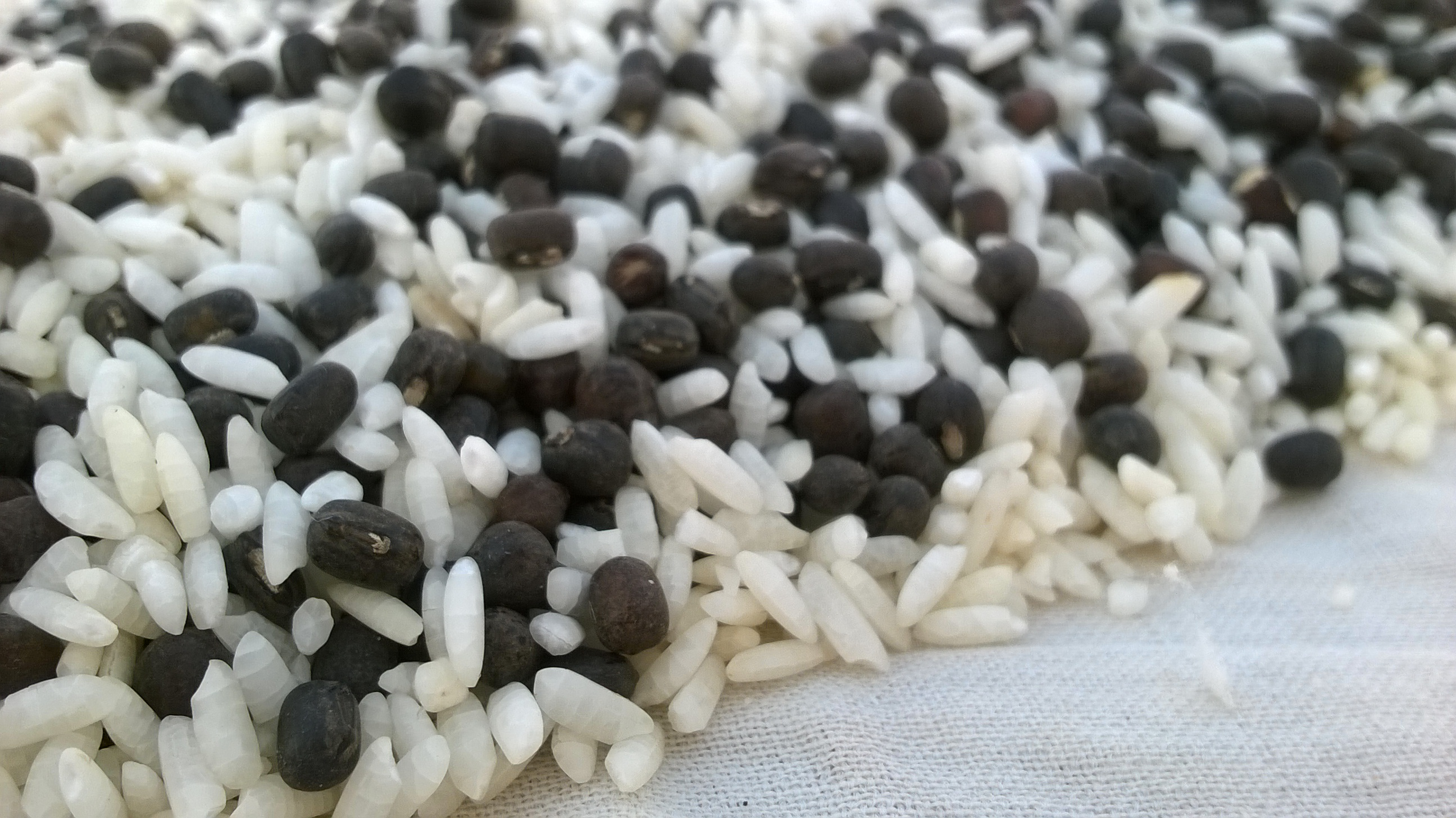
Thành phần chính được sử dụng là gạo và đậu mười
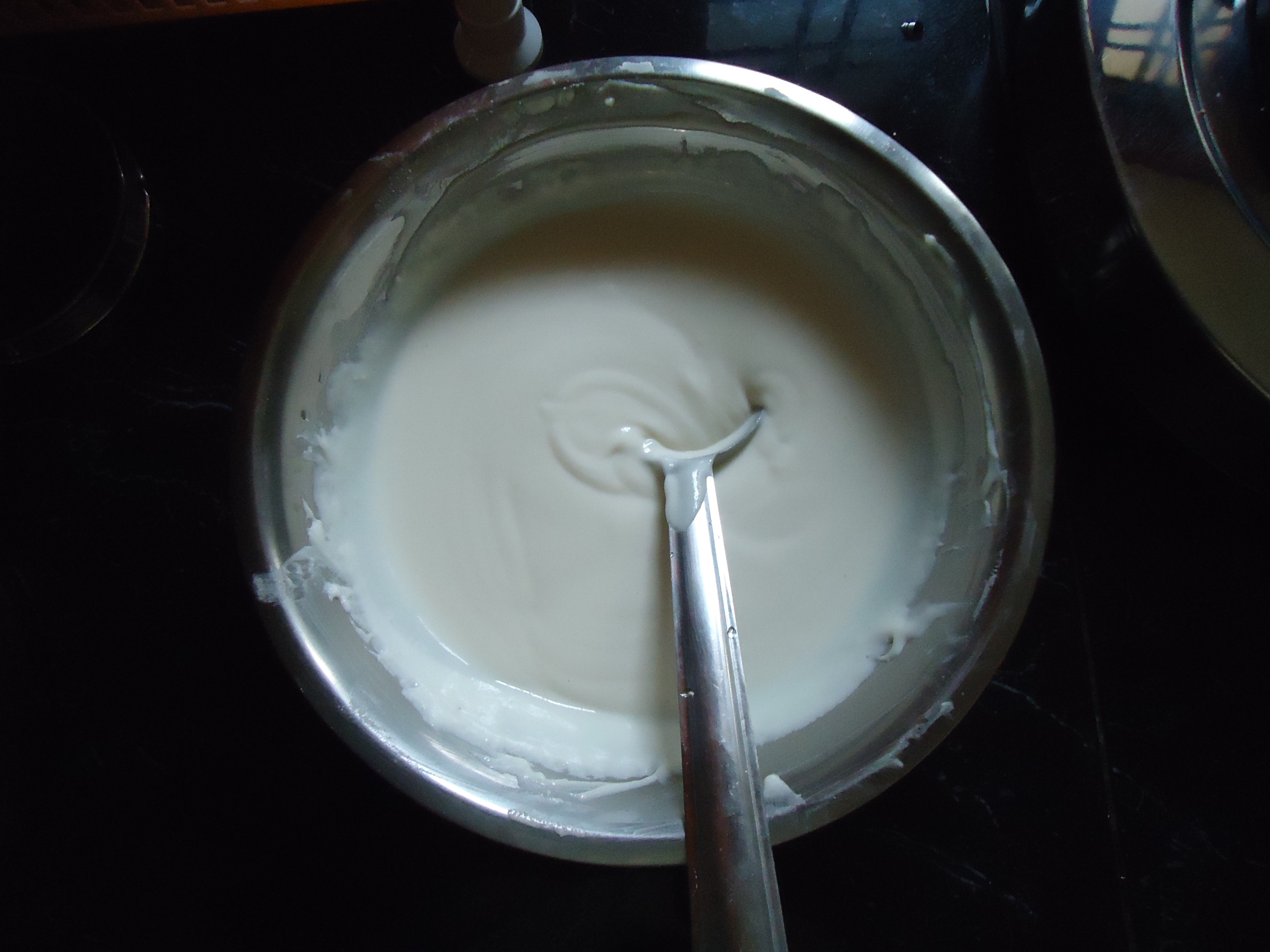
Bột bánh
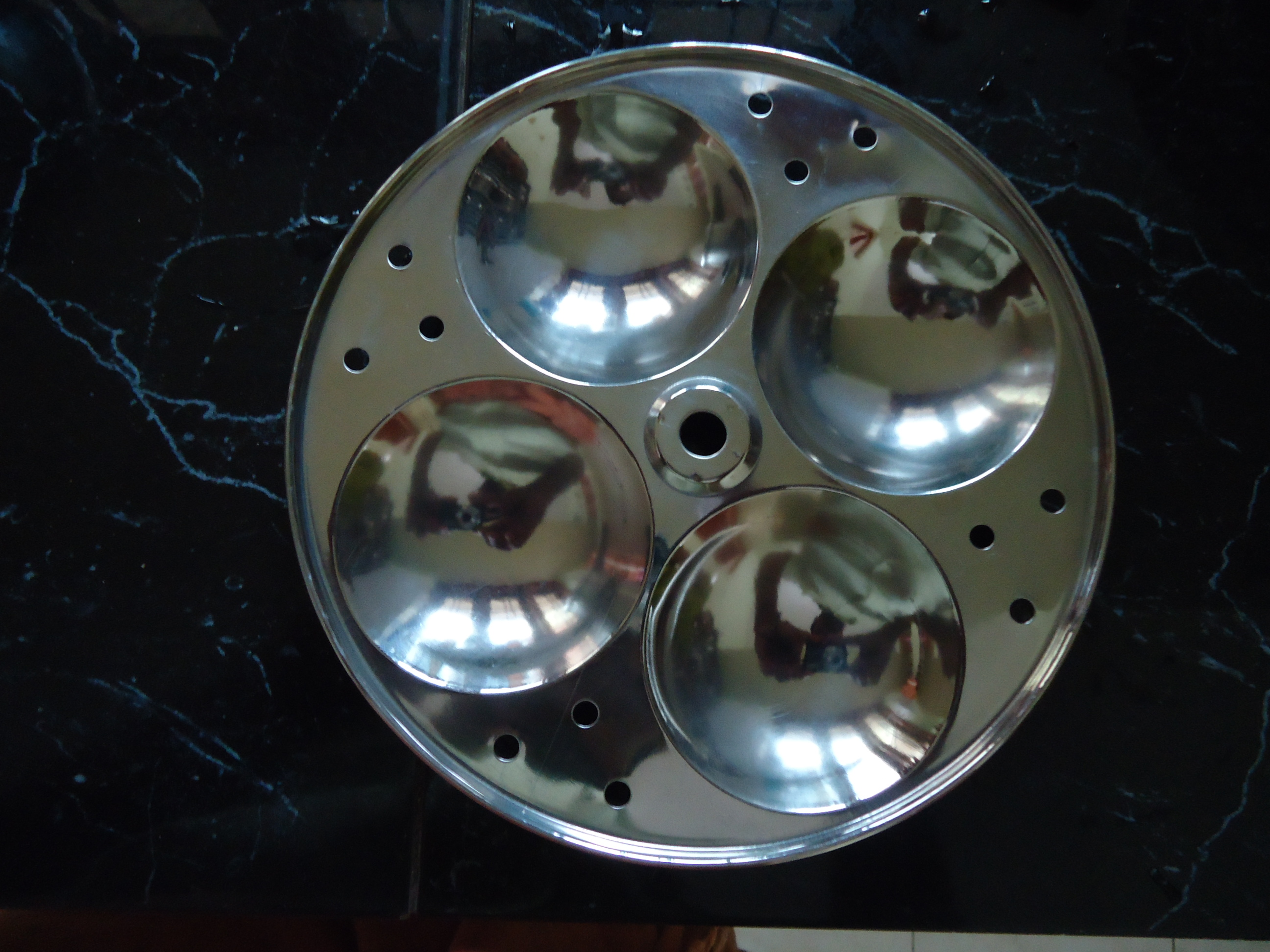
Khuôn Idli
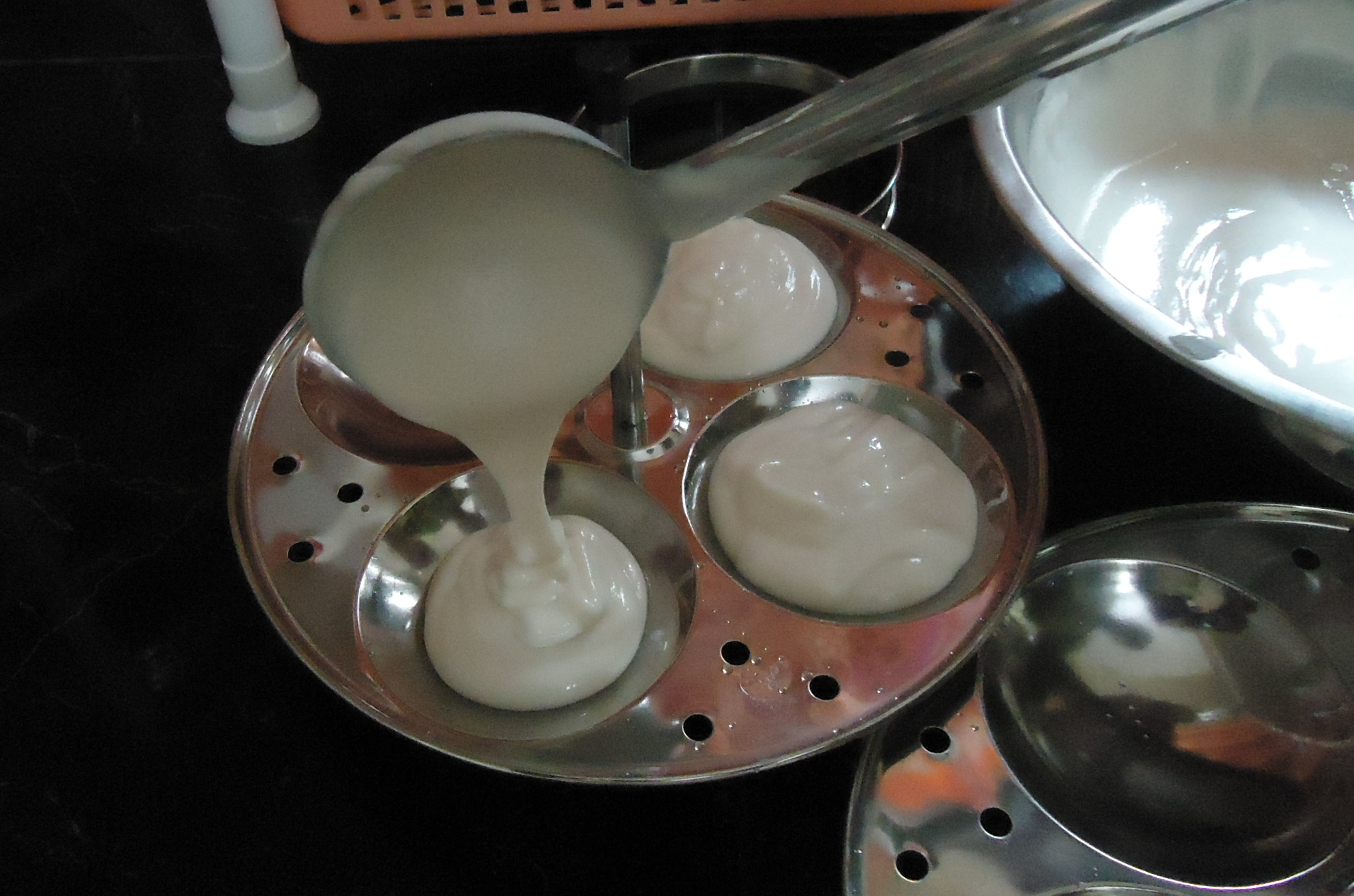
Bột bánh đổ vào khuôn
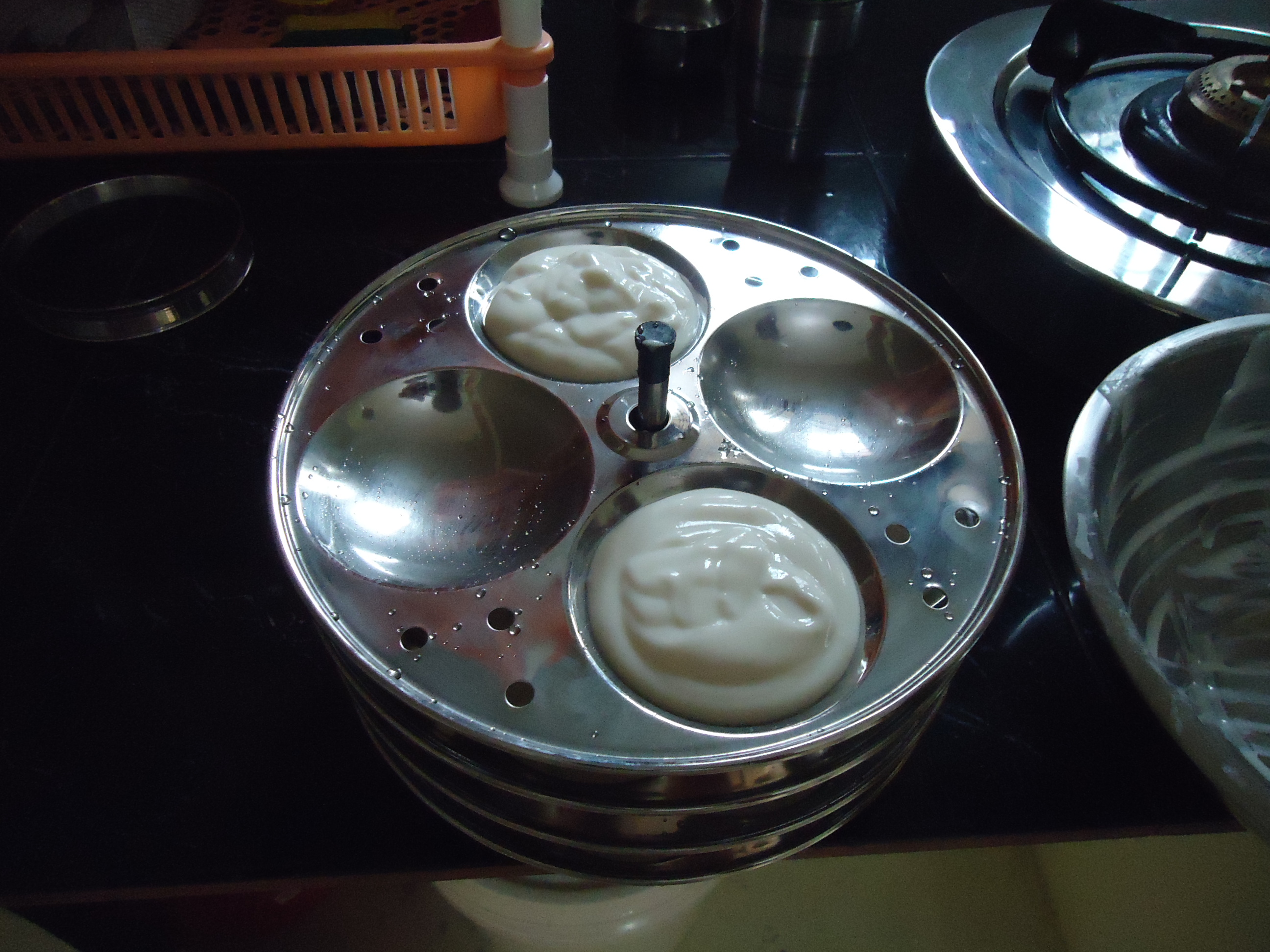
Một số khuôn xếp chồng lên nhau
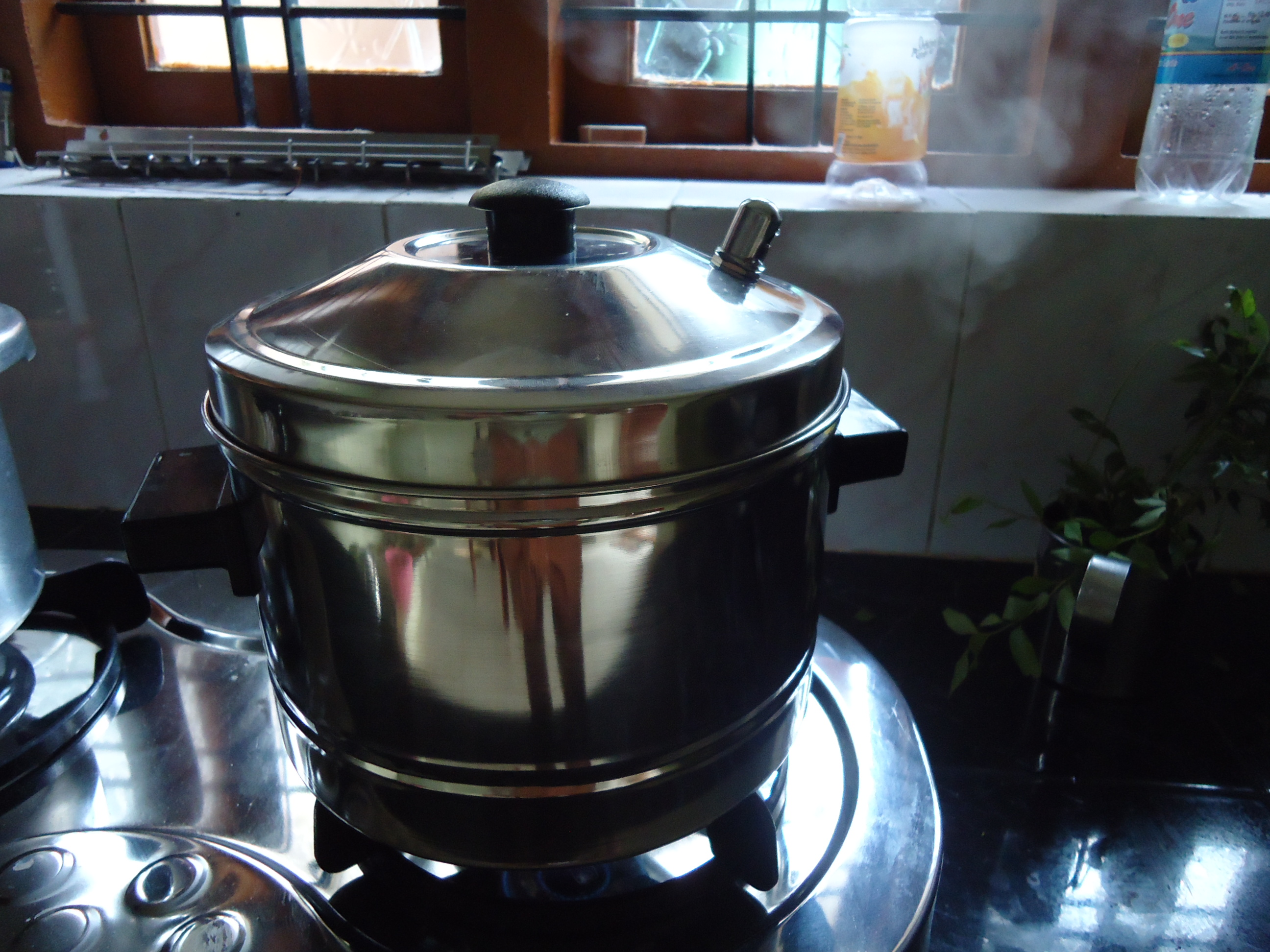
Idli hấp trong nồi
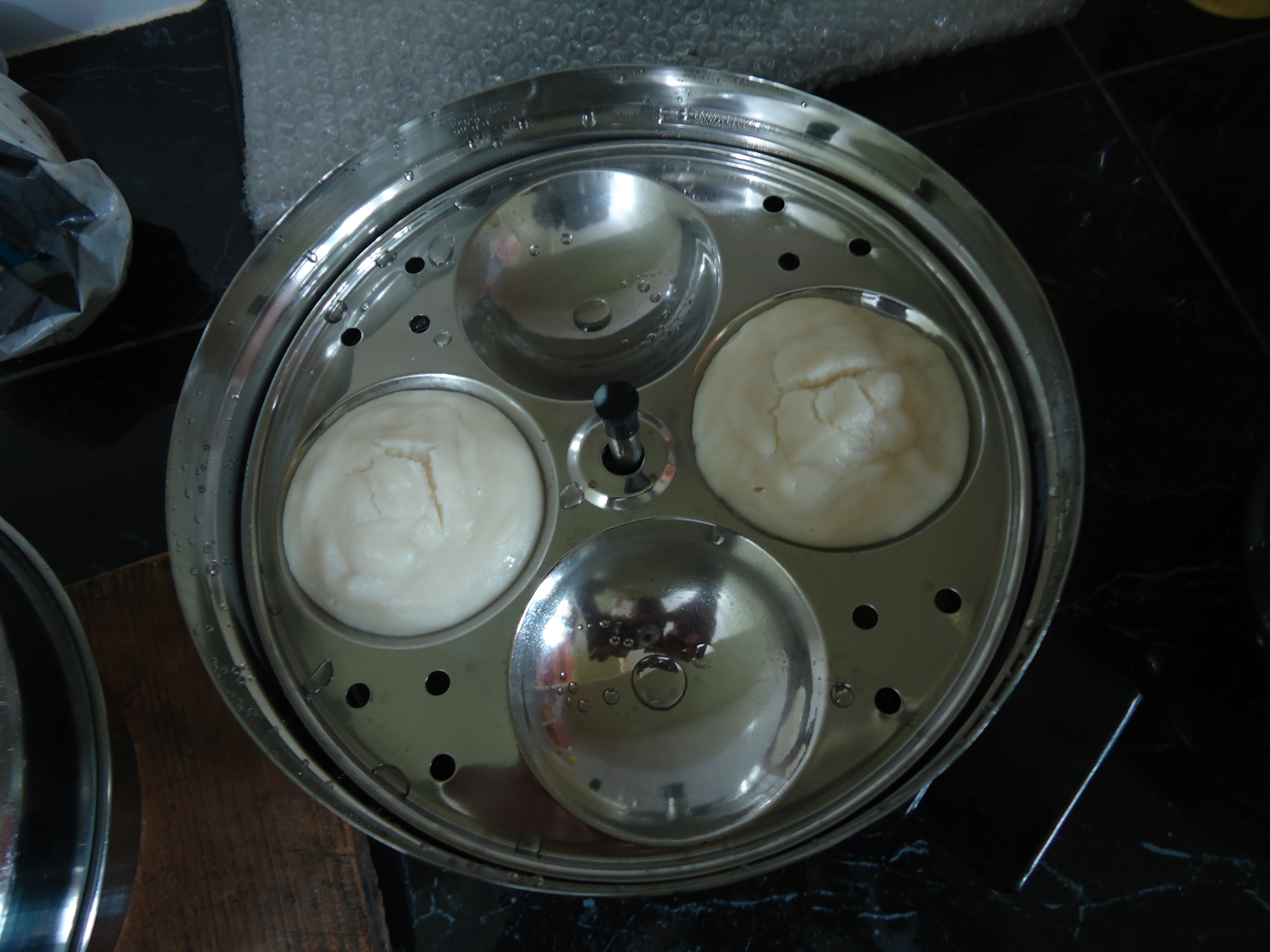
Idli đã chín
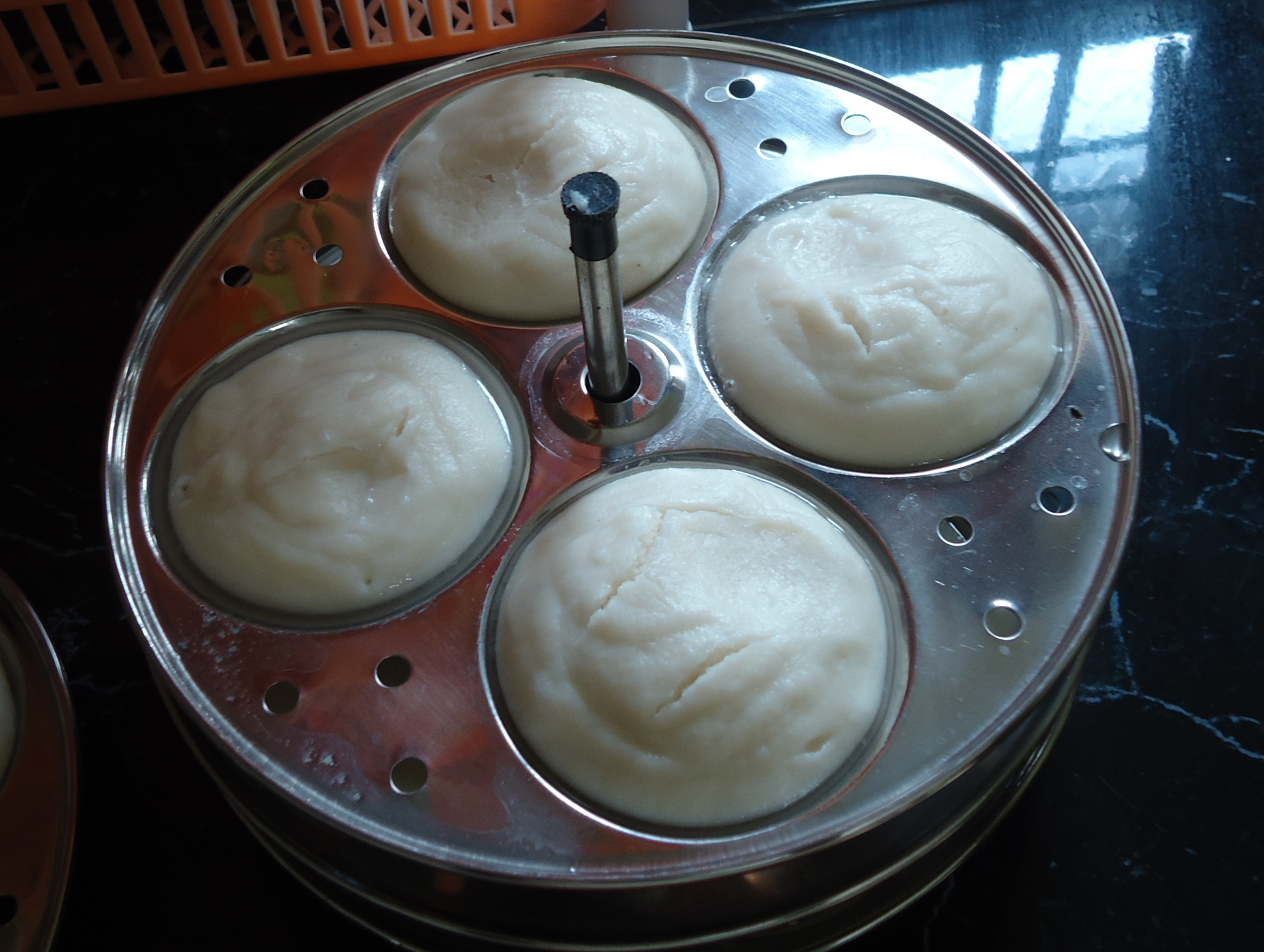
Khuôn được lấy ra khỏi bếp
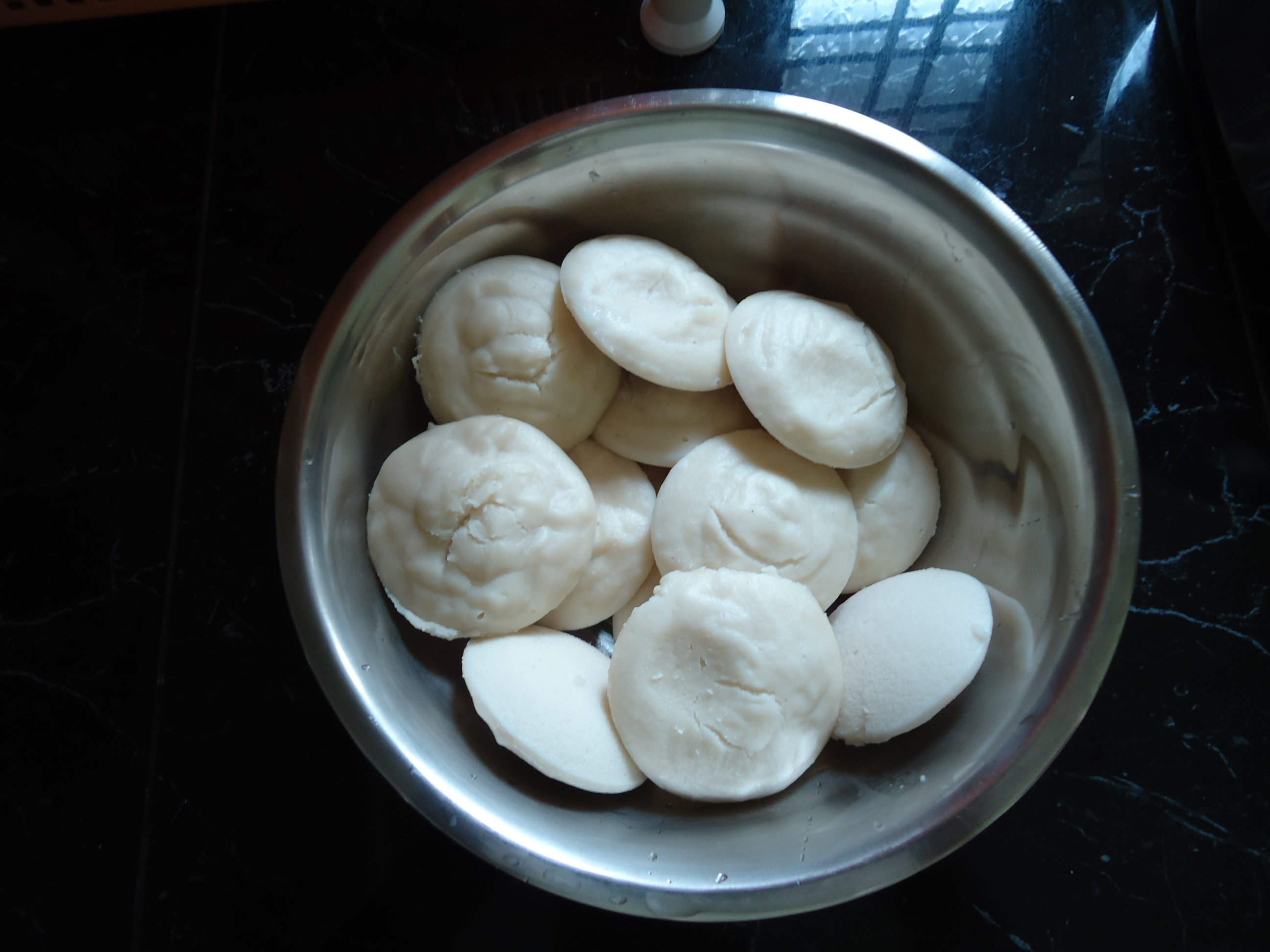
Idli đã sẵn sàng để ăn

## Phục vụ
Vì idli đơn giản có hương vị nhẹ, gia vị được coi là thiết yếu. Idli thường được phục vụ với sambar nhưng điều này thay đổi rất nhiều theo khu vực và sở thích cá nhân. Idli cũng thường được phục vụ với chutney (dừa), kaara chutney (chutney hành tây) hoặc Malu Mirisata. Các podi hỗn hợp gia vị khô thuận tiện khi mang đi du lịch.

Idli
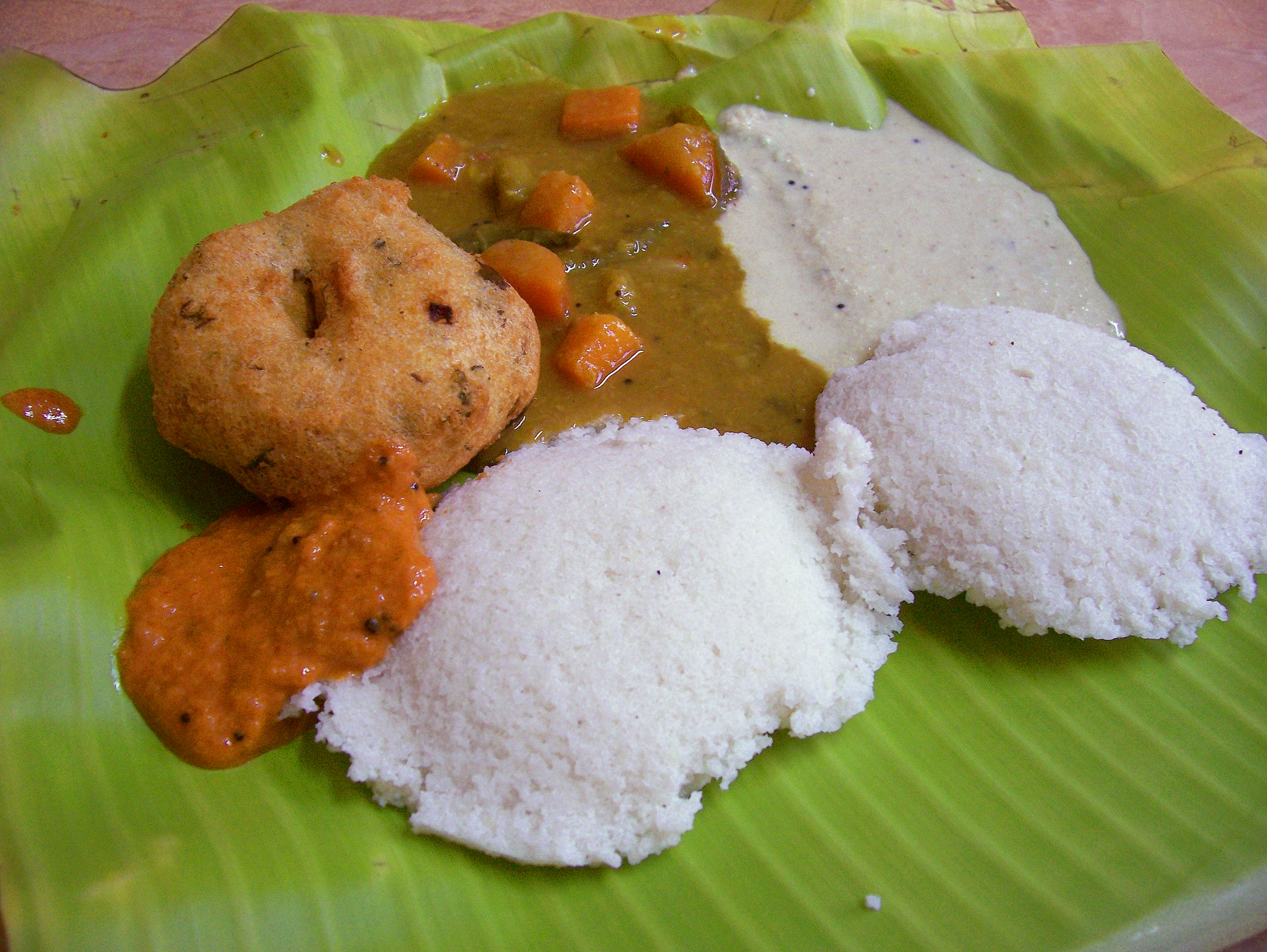
Idli và medu vada ăn kèm với sambar, chutney dừa và chutney đỏ trên lá chuối
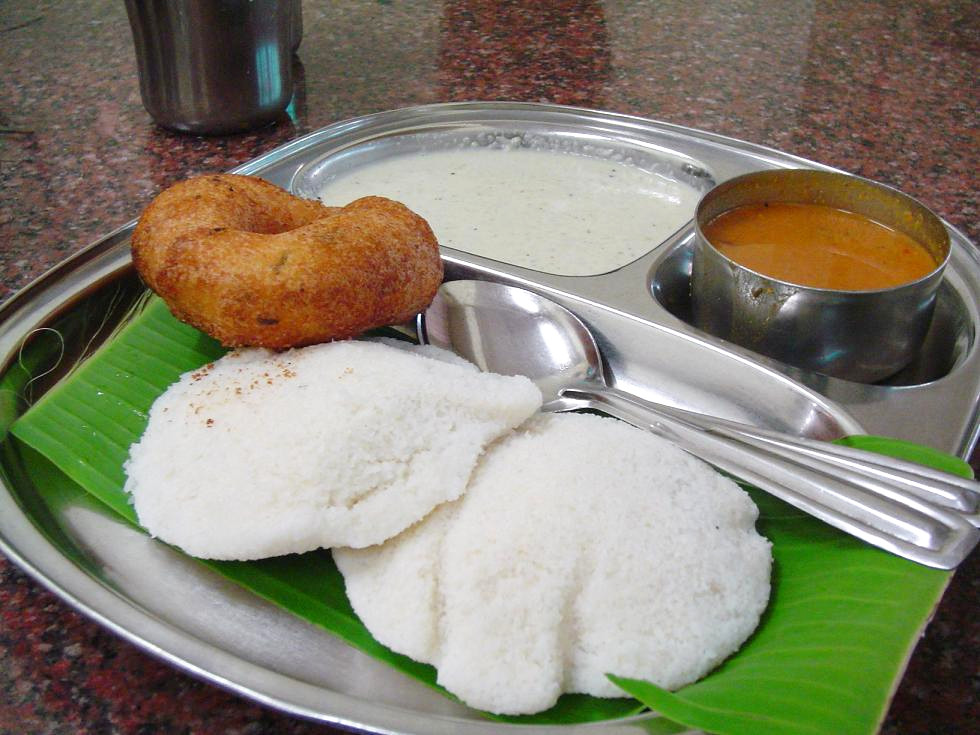
Idli và vada phục vụ với sambar và chutney riêng biệt
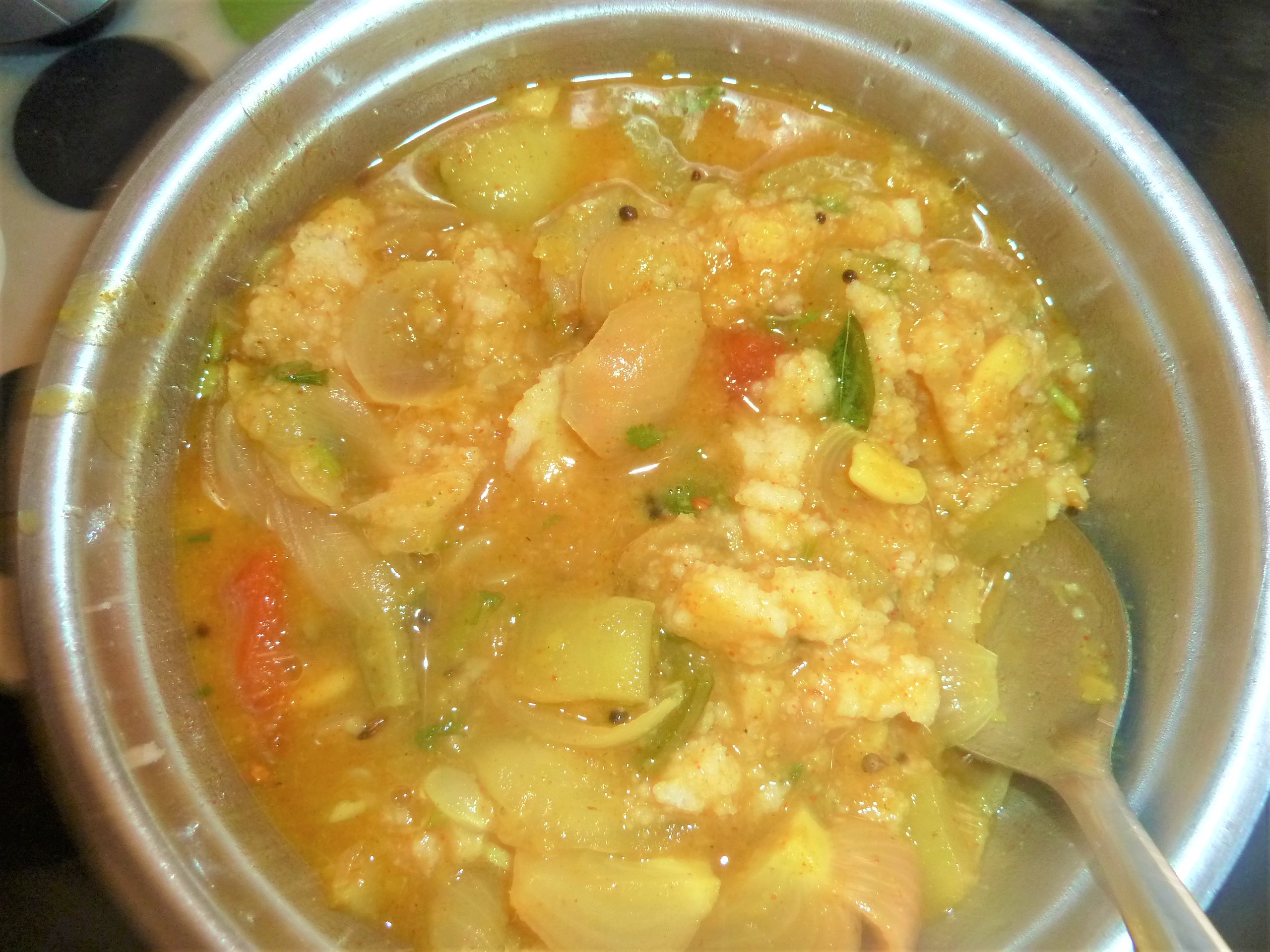
Idli với sambar
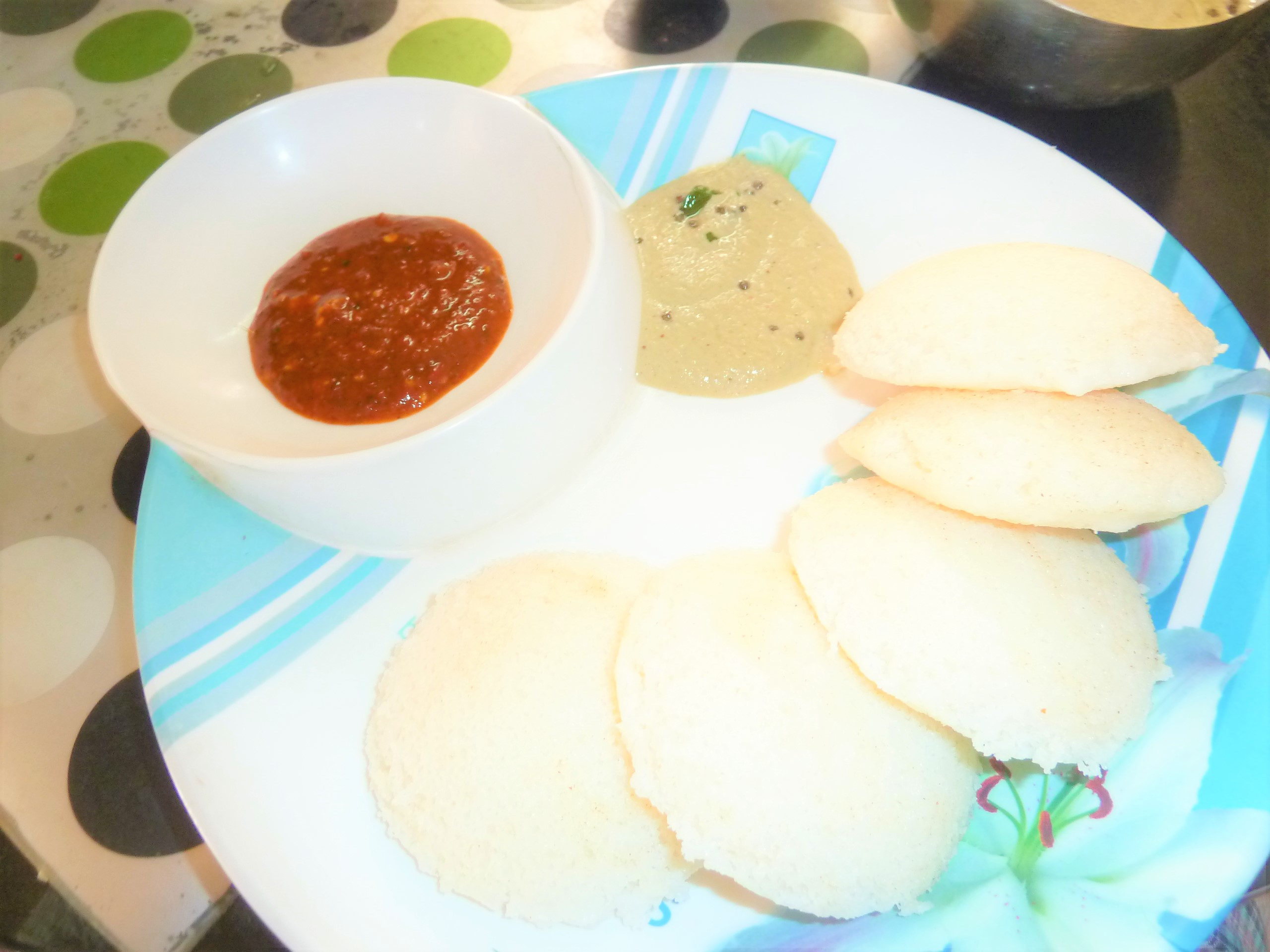
Idli với ghee, dưa chua gừng và chutney dừa

## Các biến thể của idli
Với sự di cư của người Nam Ấn và Sri Lanka trên khắp khu vực và thế giới, nhiều biến thể của idli đã được tạo ra cùng với gần như vô số biến thể địa phương. Các thành phần khó kiếm và các phong tục nấu ăn khác nhau đã yêu cầu thay đổi cả về thành phần và phương pháp làm bánh. Gạo đồ có thể giảm thời gian ngâm đáng kể. Cũng có thể sử dụng gạo xay hoặc kem gạo mua tại cửa hàng. Tương tự, bột hòn hoặc kem lúa mì có thể được sử dụng để làm rava idli (idli lúa mì). Dahi (sữa chua) có thể được thêm vào để cung cấp vị chua cho các bột chưa lên men. Hỗn hợp đóng gói sẵn cho phép làm idli gần như ngay lập tức.
Ngoài cây hồ đào, các loại gia vị khác có thể được sử dụng như hạt mù tạt, ớt, thì là, rau mùi, gừng, vv Đường có thể được thêm vào để làm  bánh ngọt. Idli cũng có thể được nhồi với một miếng khoai tây, đậu, cà rốt và masala.  Bột idli còn sót lại có thể được cắt ra hoặc nghiền nát và chiên áp chảo làm món ăn gọi là idli upma. Bạn thậm chí có thể chuẩn bị dahi idli bằng cách kết hợp sữa đông và idli với nhau và sau đó ủ món ăn. Thay vì dùng nồi hấp stovetop, có thể sử dụng lò vi sóng và nồi hấp điện tự động với lớp chống dính tiện lợi. Chuẩn bị bột bằng cối mài đá thủ công có thể được thay thế bằng máy mài điện hoặc máy xay sinh tố. Nhiều nhà hàng cũng đã đưa ra các công thức nấu ăn kết hợp của idli như idli Mãn Châu, idli chiên, idli ớt, idli nhồi và rất nhiều ý tưởng khác.

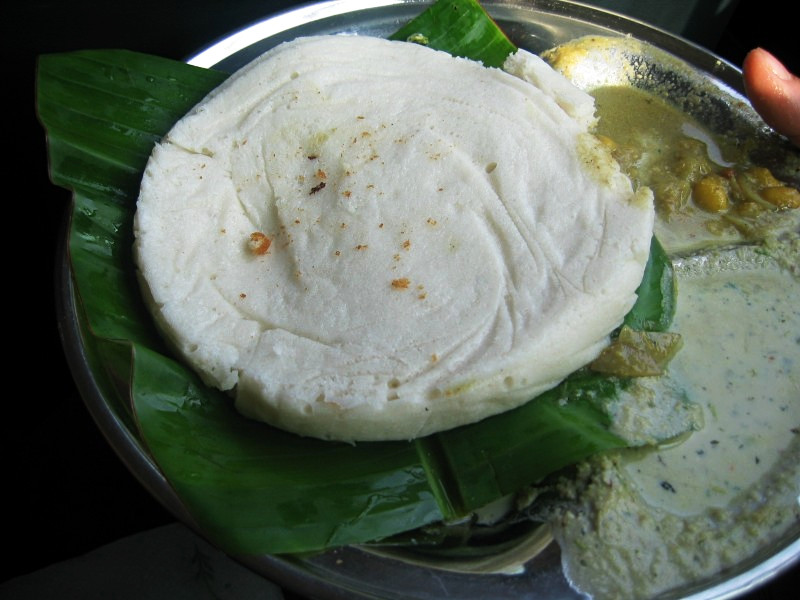
Idli miếng, một biến thể kiểu miếng của Idli từ Karnataka
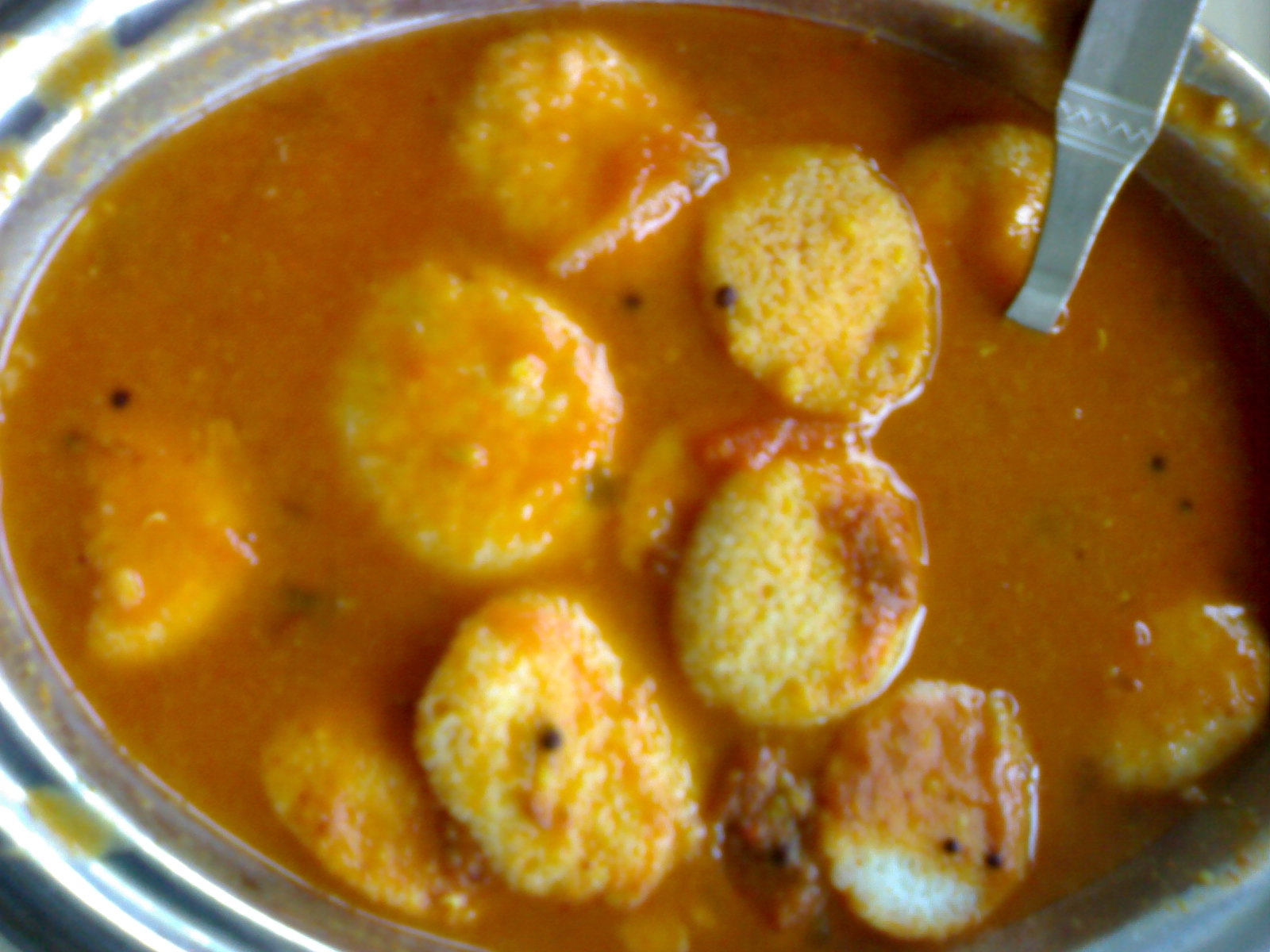
Sambar Idli nhỏ, idli nhỏ trong sambar như được phục vụ ở Tamil Nadu
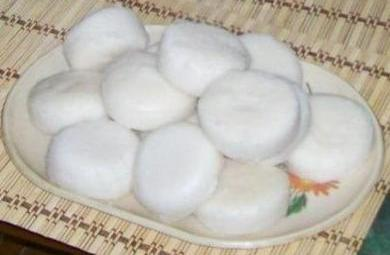
Sanna, biến thể ở Goa của idli a.k.a.  Hittli  ở Konkani.
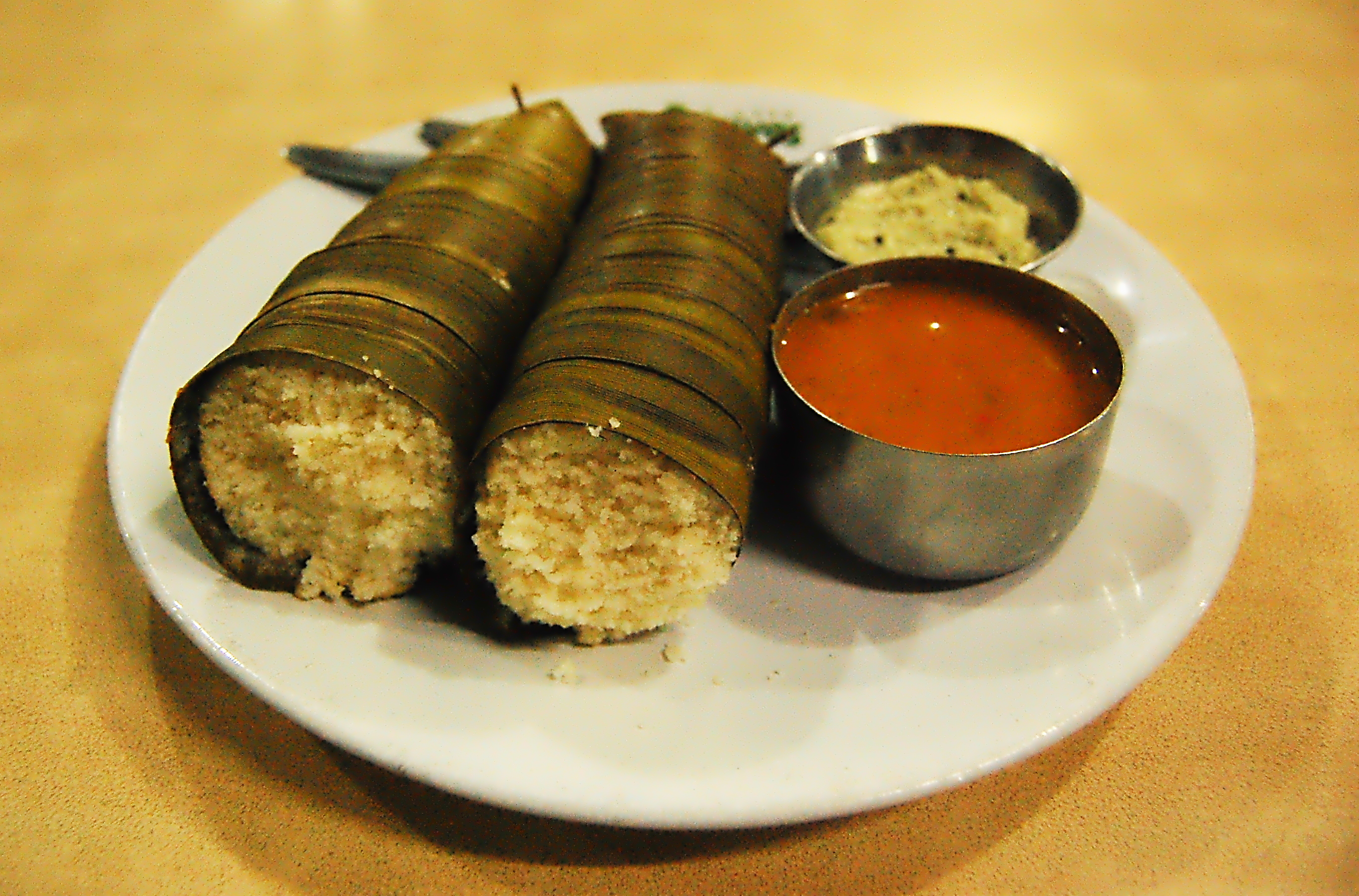
Muday idli là một biến thể Mangalore của idli.
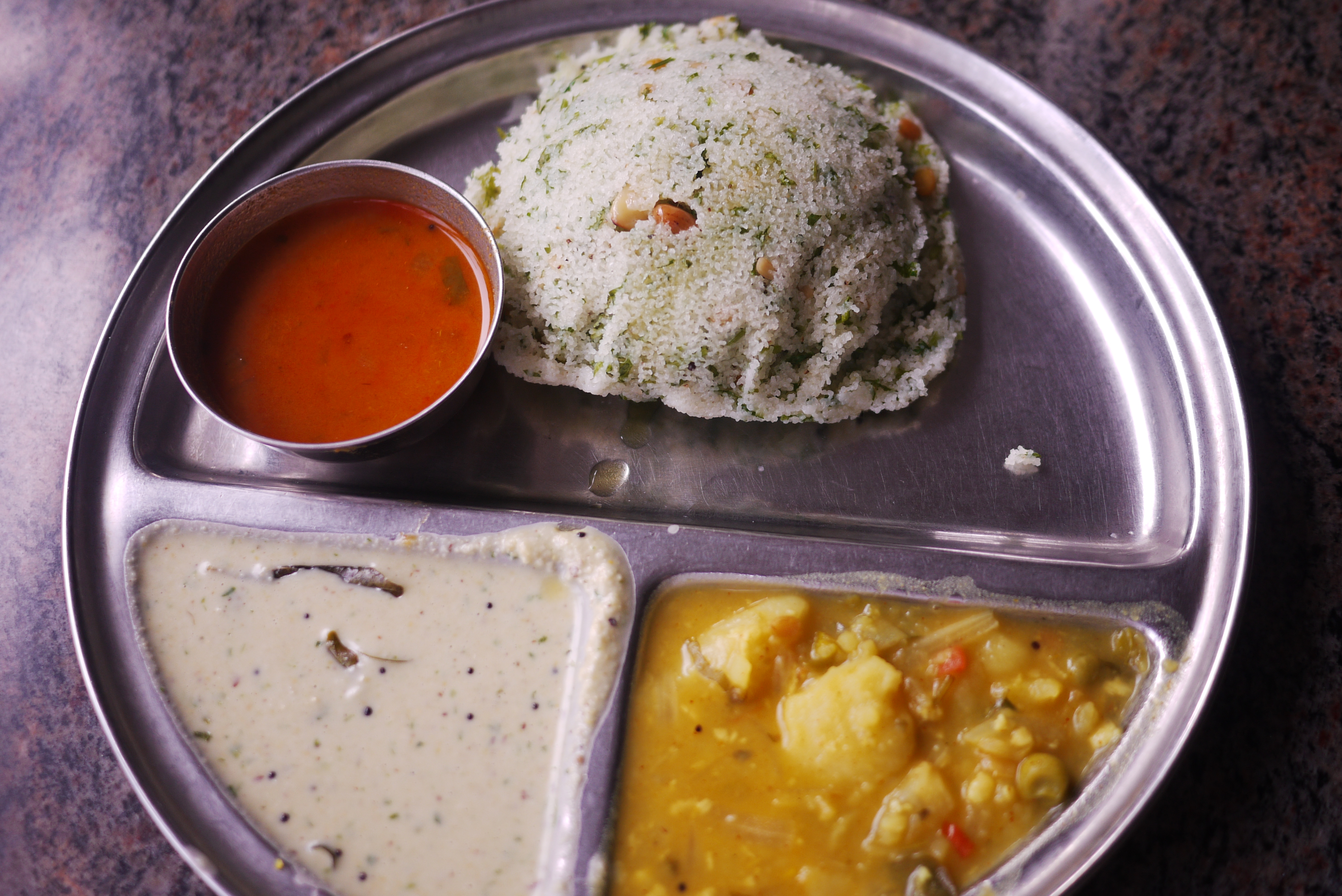
Rave idli (Sooji idli) là một đặc sản của Karnataka
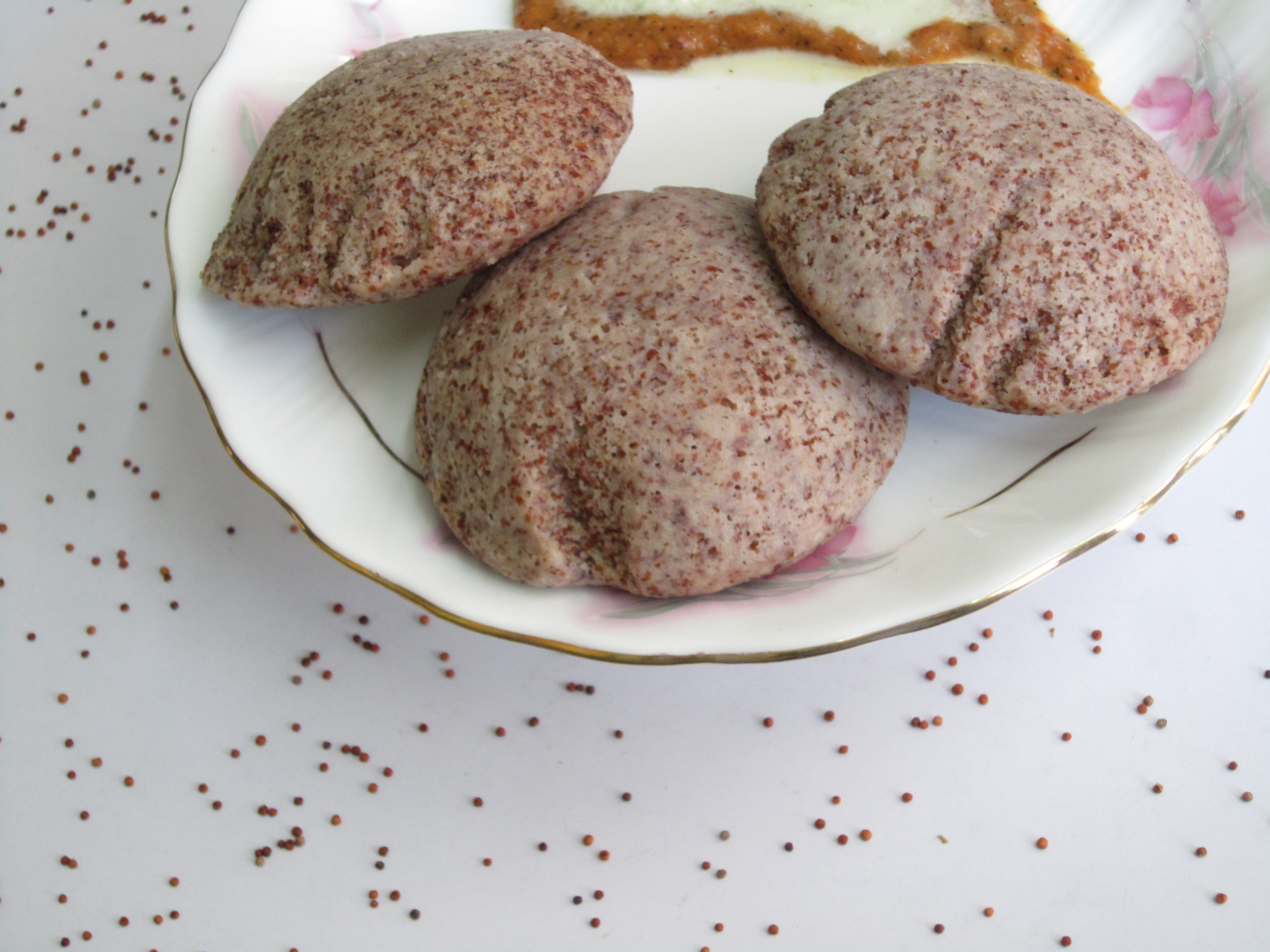
Ragi idli - bột Ragi trộn với một phần nhỏ bột gạo, đậu mười.

## Cơ chế lên men bột
Quá trình lên men của bột idli dẫn đến cả men gây ra bởi việc tạo ra carbon dioxide cũng như sự gia tăng độ axit. Quá trình lên men này được thực hiện bởi các vi khuẩn axit lactic đặc biệt là chủng dị hợp Leuconostoc mesenteroides và chủng lên men thuần nhất Enterococcus faecalis (trước đây được phân loại là Streptococcus faecalis). Các vi khuẩn axit lactic dị hợp như L. mesenteroides tạo ra cả axit lactic cũng như carbon dioxide trong khi vi khuẩn axit lactic lên men thuần nhất chỉ tạo ra axit lactic.
Cả L. mesenteroides và E. faecalis chủ yếu được đưa vào bột bởi urad dal. Cả hai chủng bắt đầu nhân lên trong khi các hạt được ngâm và tiếp tục nhân lên sau khi nghiền.
L. mesenteroides dung nạp nồng độ muối cao không giống như hầu hết các vi khuẩn khác. Do đó, muối trong bột và việc tạo ra axit lactic liên tục đều ngăn chặn sự phát triển của các vi sinh vật không mong muốn khác.